# ポドプウォムィク
ポドプウォムィク(Podpłomyk)は、ポーランドのシンプルなフラットブレッドで、しばしば酵母を用いずに作る。
古代スラブ人社会では一般的な食べ物であった。そこでは、火中で熱した石の上で作られていた。より新しい時代には、密閉式ストーブを買う余裕のない人々に作られていた。19世紀半ばまで、ポーランドの貧しい農家の多くには暖炉しかなかったが、「厚みのある」パンはオーブンで注意深く加熱する必要があった。この問題を克服するために、オーブンを共同所有することもあった。現代でもポドプウォムィクは完全に作られなくなったわけではなく、中世以前の日常生活への関心から、再び人気が出てきた。小麦粉、水、食塩から作り、しばしば蜂蜜またはジャムを添えて食べる。パンを焼く前に、オーブンの温度を確かめるために作られることもある。